# Scaniométrie
 (juillet 2012).
Si vous disposez d'ouvrages ou d'articles de référence ou si vous connaissez des sites web de qualité traitant du thème abordé ici, merci de compléter l'article en donnant les références utiles à sa vérifiabilité et en les liant à la section « Notes et références ».
Une scaniométrie est l'examen radiologique consistant à mesurer la longueur des membres inférieurs à la recherche d'une inégalité de longueur ou anisomélie.
Habituellement la longueur de chaque jambe est mesurée depuis la tête fémorale jusqu'à la mortaise tibio-astragalienne.